# Cebus albifrons
Il cebo dalla fronte bianca (Cebus albifrons (Humboldt, 1812)) è un primate della famiglia dei Cebidi. Ricorda moltissimo nell'aspetto il cebo cappuccino, con il quale è strettamente imparentato, ma se ne differenzia per le dimensioni leggermente inferiori.

## Descrizione
Il cebo dalla fronte bianca ha una lunghezza testa-corpo di circa 34-37,5 cm e una coda che raggiunge una lunghezza di 41-46 cm. Il peso varia tra i 2100 e i 2600 g, ma i maschi sono molto più pesanti delle femmine. La costituzione di questo primate è relativamente snella, con arti lunghi e sottili. Il manto è di colore grigio-brunastro chiaro sul dorso, più chiaro sulle regioni inferiori e più scuro sugli arti, mentre mani e piedi sono giallo-brunastri. La faccia, color carne, è circondata da una ghirlanda di peli color crema, e sulla sommità della testa si trova una sorta di berretto nero. La coda è grigio cenere sulla parte superiore, biancastra su quella inferiore e bruno-nerastra all'estremità.

## Distribuzione e habitat
Il cebo dalla fronte bianca è originario delle regioni nord-occidentali dell'America del Sud. Il suo areale inizia a nord nella parte meridionale dello stato venezuelano di Amazonas ed è delimitato a sud dal Río Putumayo e dal Rio delle Amazzoni. Verso est raggiunge la confluenza del Río Putumayo nel Rio delle Amazzoni, mentre a ovest si spinge fino alle sorgenti del Río Cauca e del Río Putumayo nella Colombia sud-occidentale. Il suo habitat è costituito da varie associazioni forestali - foreste pluviali primarie e secondarie, foreste a galleria, foreste a várzea e foreste di sclerofille con alberi a foglie piccole. Nelle Ande settentrionali si incontra fino a 2000 metri sul livello del mare.

## Biologia

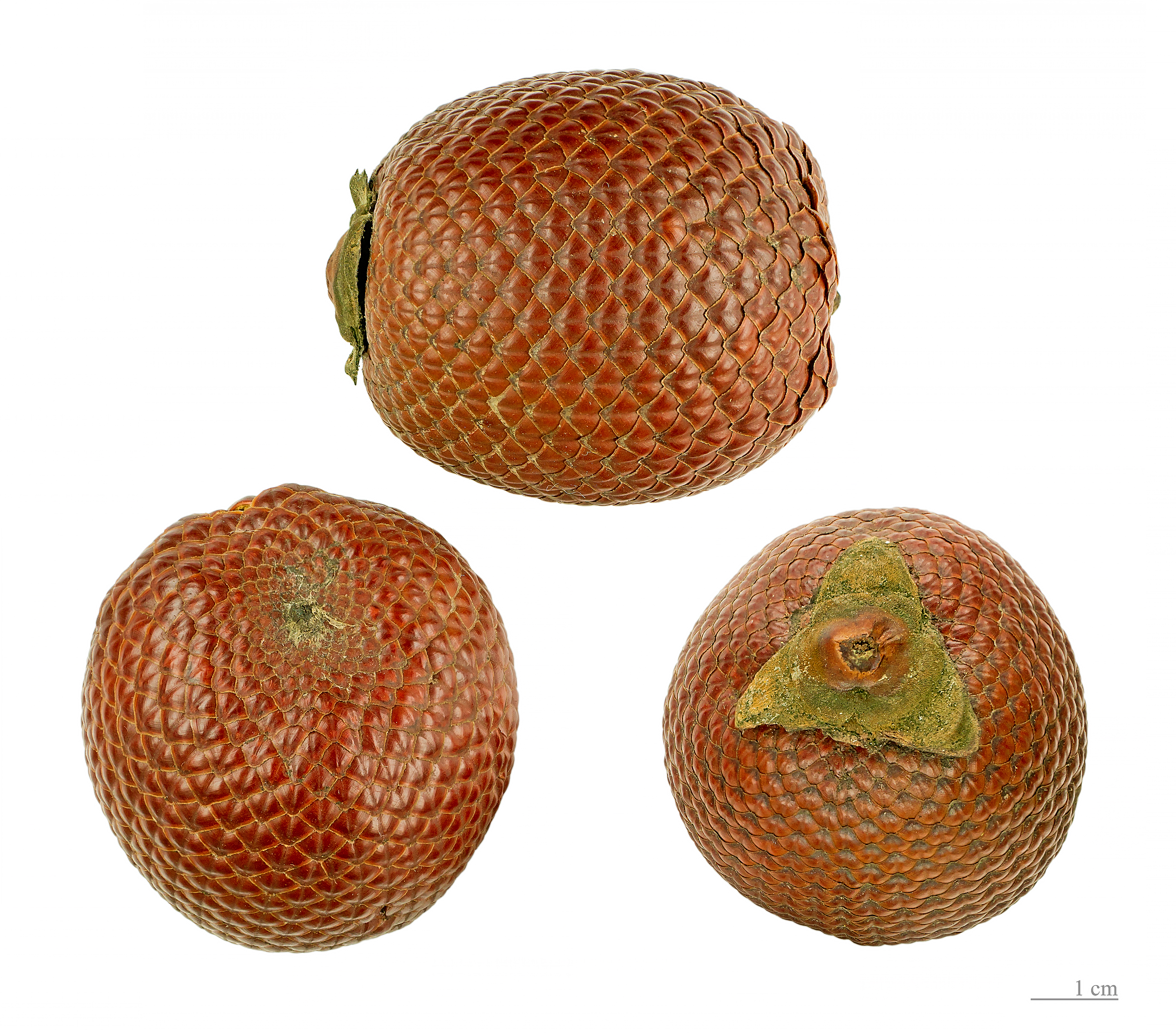
I frutti della palma burití costituiscono una parte consistente della dieta del cebo dalla fronte bianca.

I cebi dalla fronte bianca sono animali diurni e di solito rimangono sempre sugli alberi, anche se talvolta possono spingersi sul terreno quando sono alla ricerca di cibo. Al suolo si spostano camminando sulle quattro zampe. Vivono in gruppi di 15 o 35 esemplari, costituiti da diversi maschi e femmine e dai loro piccoli. Tra gli individui di entrambi i sessi vige una propria gerarchia, che determina, tra l'altro, l'ordine per quanto riguarda le operazioni della cura reciproca e il diritto all'accoppiamento. Preferiscono trascorrere la notte sulle palme della specie Attalea maripa, le cui chiome svettano a 25-30 m di altezza dal suolo.
Per quanto riguarda la riproduzione, i cebi dalla fronte bianca hanno un comportamento poligamo, e all'interno di un gruppo i giovani sono quasi tutti figli del maschio dominante. Dopo un periodo di gestazione che varia dai 162 ai 180 giorni, la femmina di solito dà alla luce un unico piccolo. I maschi partecipano alle cure parentali e spesso trasportano gli esemplari più piccoli che non riescono ancora ad arrampicarsi. I cebi dalla fronte bianca possono vivere fino a 44 anni. Tra i loro predatori figurano l'arpia, l'aquilastore ornato (Spizaetus ornatus), l'aquilastore bianconero (Spizaetus melanoleucus) e il taira.

### Alimentazione
Nel parco naturale colombiano El Tuparro la dieta dei cebi dalla fronte bianca è stata esaminata in dettaglio. Circa l'80% del tempo che le scimmie trascorrono alla ricerca del cibo viene speso per nutrirsi di frutta, noci, semi, foglie, fiori e germogli, mentre il restante 20% questi animali lo trascorrono alla ricerca di animali (insetti, ragni e altri invertebrati, raganelle e piccole lucertole) e di miele di api senza pungiglione. Un ruolo di primaria importanza nella loro dieta è svolto dai frutti della palma burití, delle palme del genere Bactris e di Attalea maripa, Oenocarpus bataua e Syagrus orinocensis, dai fichi e dai frutti di passiflora, Oxandra glabra (Annonacee), Goupia glabra, Dipteryx e Inga (Fabacee).
I cebi dalla fronte bianca spesso si spingono sul suolo della foresta per mangiare frutti caduti o bromeliacee non epifite dei generi Ananas e Bromelia, nonché per cercare insetti tra le foglie che ricoprono il terreno. Durante i loro spostamenti a terra, creano sentieri che vengono utilizzati più e più volte nel corso del tempo. Si dissetano bevendo l'acqua che si raccoglie nelle cavità degli alberi, nelle brattee delle strelitzie o nelle pozzanghere sul terreno.

## Tassonomia
Il cebo dalla fronte bianca fu descritto per la prima volta nel 1812 dal naturalista tedesco Alexander von Humboldt come Simia albifrons. L'esemplare tipo proviene dalla regione delle cateratte dell'Orinoco. Attualmente viene classificato all'interno del genere dei cebi senza «berretto» (Cebus). Ne sono state descritte diverse sottospecie, alle quali è stato assegnato recentemente lo status di specie a parte da Handbook of the Mammals of the World: il cebo dell'Ecuador (Cebus aequatorialis), il cebo del Perù (Cebus cuscinus), il cebo monocromo (Cebus unicolor) e il cebo della Colombia (Cebus versicolor).
Le scimmie che erano state originariamente classificate nella sottospecie Cebus albifrons trinitatis, originaria dell'isola di Trinidad, sono risultate essere invece una popolazione di cebi del Venezuela (Cebus brunneus) che potrebbe essere stata introdotta dall'uomo. Nella regione delle sorgenti del Río Cauca, nel sud della Colombia, il cebo dalla fronte bianca si ibrida con il cebo cappuccino (Cebus capucinus).

## Conservazione
Le uccisioni a scopo alimentare e la distruzione dell'habitat sono le principali minacce che gravano sul cebo dalla fronte bianca: tuttavia questi fattori, pur influendo sul numero della popolazione complessiva, non raggiungono ancora proporzioni allarmanti. La IUCN classifica questa specie tra quelle a «rischio minimo» (Least Concern).